# Yāsbolāgh
Yāsbolāgh (persiska: ياسبلاغ, آس بولاق) är en ort i Iran.   Den ligger i provinsen Markazi, i den nordvästra delen av landet, 230 km sydväst om huvudstaden Teheran. Yāsbolāgh ligger 1 772 meter över havet och antalet invånare är 903.
Terrängen runt Yāsbolāgh är platt åt nordväst, men åt sydost är den kuperad. Runt Yāsbolāgh är det ganska tätbefolkat, med 120 invånare per kvadratkilometer. Närmaste större samhälle är Mīlājerd, 12,0 km nordväst om Yāsbolāgh. Trakten runt Yāsbolāgh består i huvudsak av gräsmarker.